# Constitution de Vidovdan

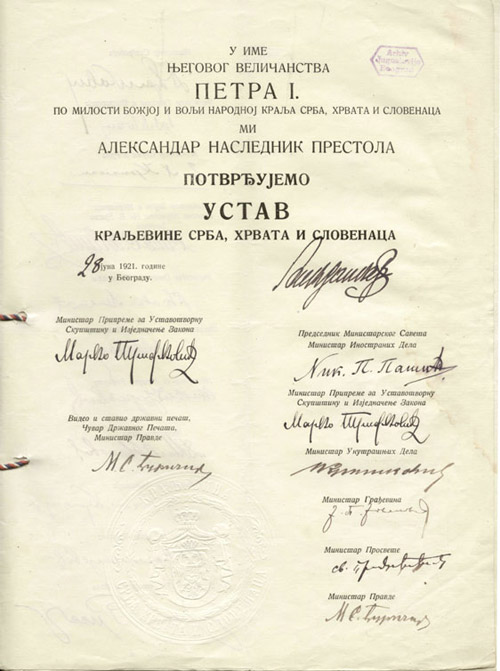
Constitution de Vidovdan.

La Constitution de Vidovdan est la première constitution du royaume de Yougoslavie. 
Elle a été validée par l'Assemblée constituante le 28 juin 1921 à un peu plus de 50 %. Les accords de Corfou et de Genève exigeaient cependant une majorité des deux tiers. 

## Historique de création
Après une longue absence constitutionnelle, depuis la création de l’État le 1er décembre 1918, la Constitution de Vidovdan est adoptée le 21 juin 1921. 
La Vidovdan (la Saint-Guy) est une fête nationale serbe se tenant le 28 juin, commémorant plusieurs évènements importants de l'histoire serbe s'étant produits à cette date, à commencer par la bataille du Champ des Merles en 1389,.

## Contenu
La constitution établit une monarchie héréditaire et parlementaire. Elle accorde un pouvoir important au roi.
Le pays est divisé en 33 régions (oblasts) elles-mêmes divisées en départements (okregs). Le gerrymandering dû au nouveau découpage sur-représente les Serbes et sous-représente les Croates,.

## Conséquences
Cette constitution fait de la Yougoslavie un pays très centralisé, et ce à l'avantage des Serbes : sur les dix premières années d'existence du royaume, les Serbes disposent du poste de Premier ministre pendant 117 mois sur 121.
La constitution est en vigueur jusqu’en 1929, où elle est suspendue par la dictature du 6 janvier[réf. souhaitée].